# Quantrill (Les Tuniques bleues)
Pour les articles homonymes, voir Quantrill.
Quantrill est la trente-sixième histoire de la série Les Tuniques bleues de Lambil et Raoul Cauvin. Elle est publiée pour la première fois du no 2912 au no 2922 du journal Spirou, puis en album en 1994. 

## Résumé
Cet épisode se passe pendant la guerre de Sécession. Un bandit nommé William Quantrill sème la panique avec son armée de pillards. Quantrill procèdera à un pillage à Lawrence dans le Kansas. Le général Alexander charge le sergent Chesterfield de s'engager parmi les pillards et confie au caporal Blutch le soin de les suivre à distance.
Chesterfield et Blutch proposent un plan au général, mais, lorsqu'ils vont presque réussir à attraper Quantrill, ce dernier s'évapore soudain dans la nature. S'étant douté de la loyauté de Chesterfield, Quantrill décide de lui tendre un piège afin de lui échapper. Le général Alexander est furieux d'avoir fait confiance au sergent Chesterfield et au caporal Blutch. Il les mute donc dans la marine militaire où ils alimentent les moteurs du bateau en charbon.

## Personnages
- Sergent Chesterfield : l'un des héros de l'histoire, il s'est encore fait avoir par le général Alexander et doit accepter une mission... À la fin de l'histoire, il est l'un des boucs émissaires et est la victime du général.
- Caporal Blutch : l'un des héros de l'histoire, il accompagne toujours Chesterfield et le suit donc à distance pour prévenir le général de leurs déplacements. À la fin de l'histoire, il est l'un des boucs émissaires et est la victime du général.
- Général Alexander : toujours en colère, il en fera une de plus lorsqu'il apprendra l'échec de Chesterfield et Blutch et les mutera dans la marine.
- William Quantrill : bandit qui sème la terreur avec son armée dans le pays. L'auteur s'est inspiré de William Quantrill, un bandit qui a réellement existé. Il est le meilleur stratège de cette histoire, ce qui lui permet de s'en sortir malgré les forces supérieures de l'armée de l'Union. Trait particulier, il encourage à piller et tuer quiconque s'interpose, mais est farouchement opposé à toute atteinte aux biens des morts, quel que soit leur camp.

## Rapports entre la réalité et la fiction
Pour écrire le scénario de la BD Quantrill des Tuniques Bleues, Raoul Cauvin s’est basé sur le massacre de Lawrence dans le Kansas. Massacre qui a bien évidemment été mené par William Quantrill. Cauvin s’est efforcé de respecter au maximum les faits historiques afin d’avoir un album plus ou moins fiable sur le contexte socio-historique.
Le personnage de William Clarke Quantrill est présenté assez fidèlement en page 7 de l'album après le massacre de Lawrence. Quantrill est présenté comme un instituteur pro-esclavagiste influencé par Frank et Jesse James. La réalité se rapproche de cela mais est plus nuancée.

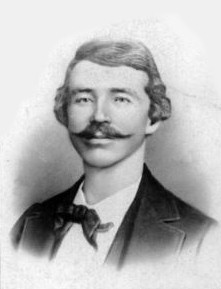
William Clarke Quantrill

Quantrill a bien été maître d'école dans différents états et avait plus que probablement des sentiments pro-esclavagistes car il a fait partie de l'armée confédérée. Par contre, il est attesté que c'était bien lui le leader des guérilleros de son gang. De plus, les traits du personnage sont délibérément durcis comme l'attestent les photos d'époque.
Lors du pillage de Lawrence, plusieurs hommes furent tués, par contre, femmes et enfants ont été épargnés. Cauvin en a tenu compte lors de la création des dessins : il n’y a aucun cadavre de femmes ni d’enfants. Les acolytes de Quantrill tels que Frank James et Jesse James représentés dans l'album ont bien existé, ils faisaient partie de la troupe de Quantrill ainsi que Cole Younger et Jim Younger, mais ces derniers n’apparaissent pas ici. À la seconde escale à Beaver Creek, la bande de Quantrill fut surprise de voir qu’il n’y avait plus d’habitants. C’est grâce à Chesterfield qui a prévenu Blutch à temps et ce dernier a persuadé les habitants de partir. Dans les faits réels, juste après le massacre de Lawrence, le général Thomas Ewing, Jr. à émis « l’ordre n°11 (en) » qui a fait évacuer les civils des quatre comtés du Missouri.